# Warren Hull
Pour les articles homonymes, voir Hull.
Warren Hull, né le 17 janvier 1903 à Gasport dans l'État de New York et mort le 14 septembre 1974 à Waterbury dans le Connecticut, est un acteur, scénariste et homme de radio américain. Il est connu en particulier pour The Green Hornet Strikes Again! (en) (1941), Girl from Rio (en) (1939) et Marked Men (1940).

## Biographie

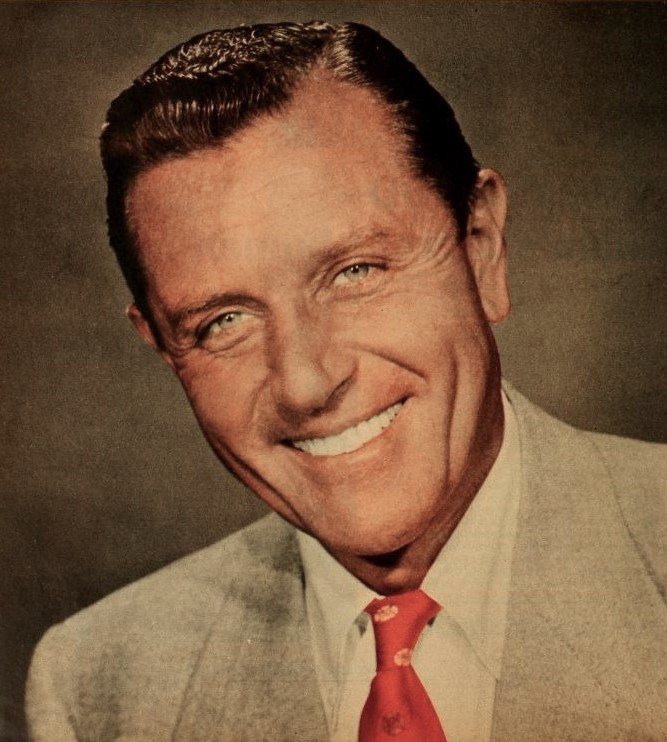
Warren Hull en 1953

Il fait ses débuts en tant que chanteur dans des opérettes, puis dans des comédies musicales à New York entre 1927 et 1929, avant de jouer dans des films à petit budget et des serial dans lesquels il incarne des héros de la culture populaire tels que Mandrake ou Spider Man. Il avait également travaillé pour la radio à partir de 1923, et a continué en parallèle de sa carrière au cinéma. 
Il meurt d'une crise cardiaque à l'âge de 71 ans.
Il a deux étoiles à son nom sur le Hollywood Walk of Fame, une pour la radio et une autre pour la télévision.

## Filmographie sélective
- 1936 : Le Mort qui marche : Jimmy
- 1936 : The Big Noise : Ken Mitchell
- 1936 : The Law in Her Hands de William Clemens : Robert Mitchell
- 1937 : Alerte la nuit de Lloyd Corrigan : Jim Travis
- 1937 : Rhythm in the Clouds de John H. Auer
- 1938 : Zorro l'homme-araignée (serial)
- 1939 : Star Reporter de Howard Bretherton : John Randolph
- 1939 : Mandrake le Magicien (serial)
- 1939 : Star Reporter : John Randolph
- 1939 : Girl from Rio (en)
- 1940 : Marked Men : Bill Carver
- 1940 : Remedy for Riches (en)
- 1941 : The Green Hornet Strikes Again! (en) (serial)
- 1941 : Bowery Blitzkrieg (en) de Wallace Fox
- 1941 : The Spider Returns (en)

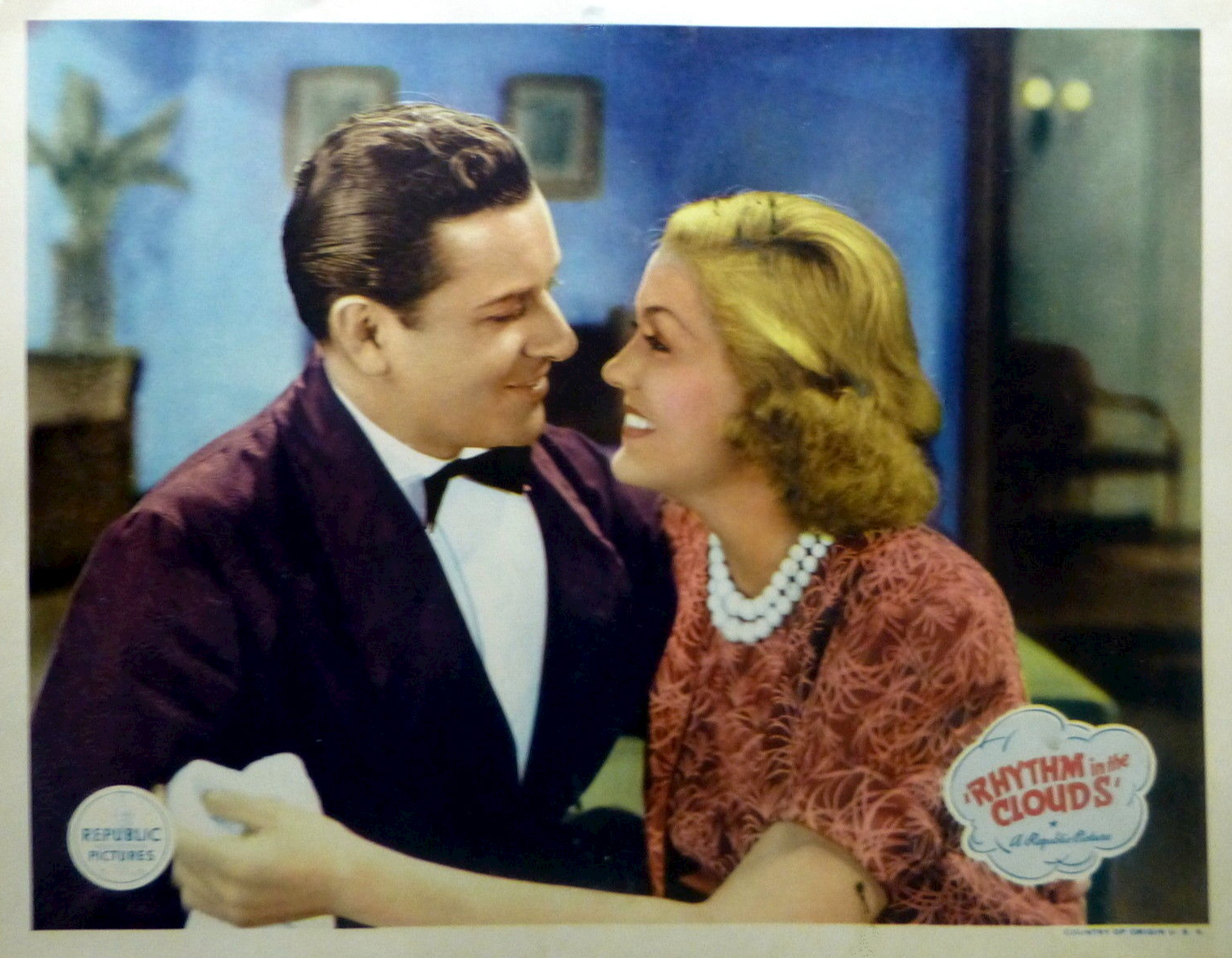
Rhythm in the Clouds (1937)
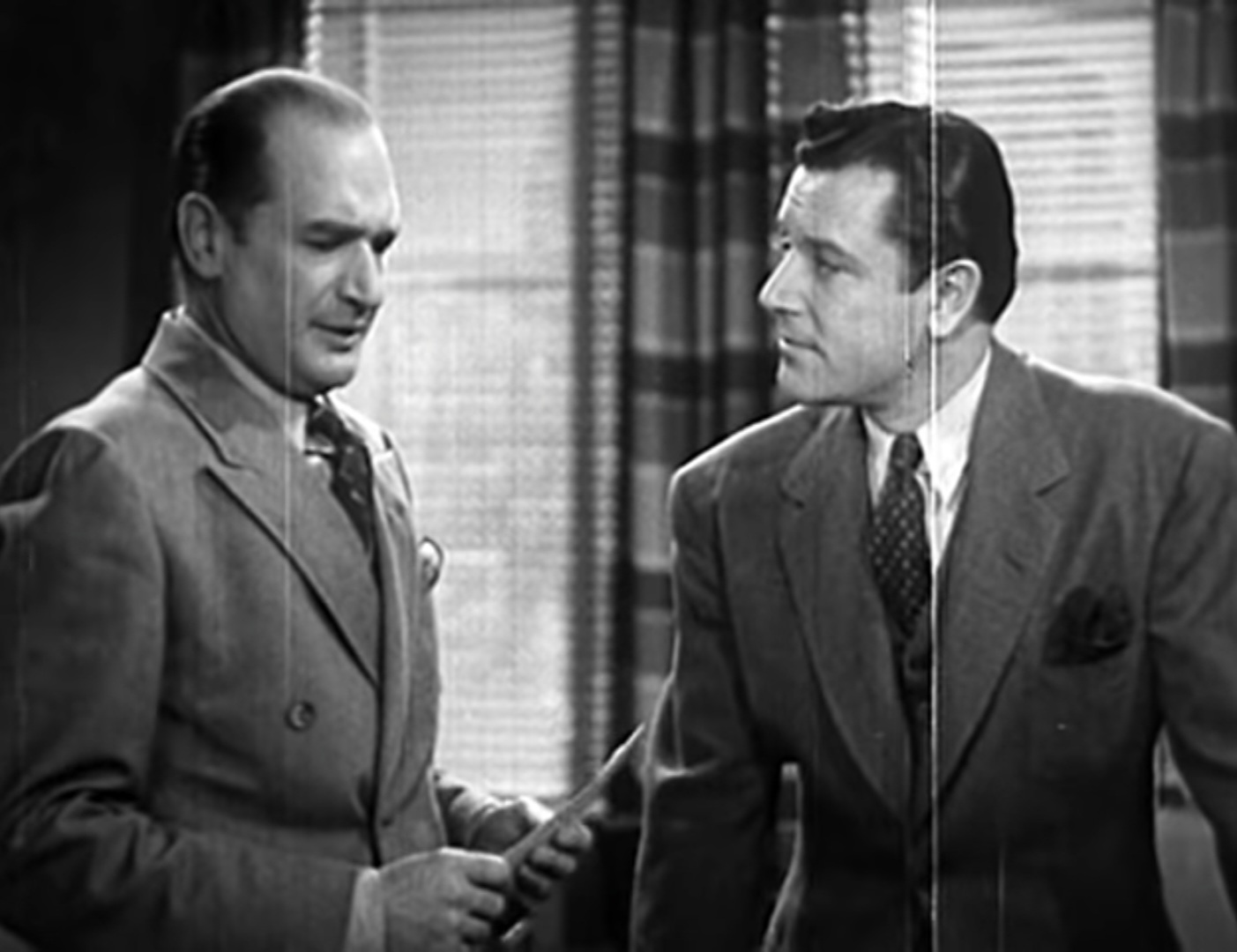
Willian Ruhl et Warren Hull dans Star Reporter (1939)
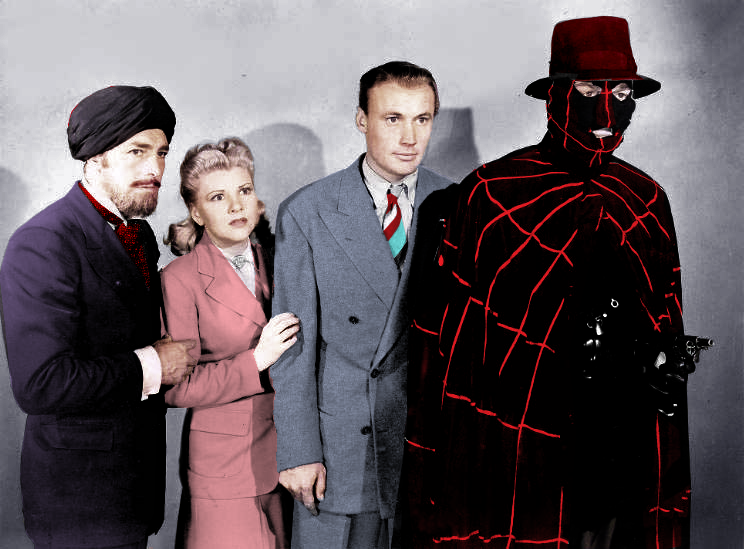
The Spider Return (1941)
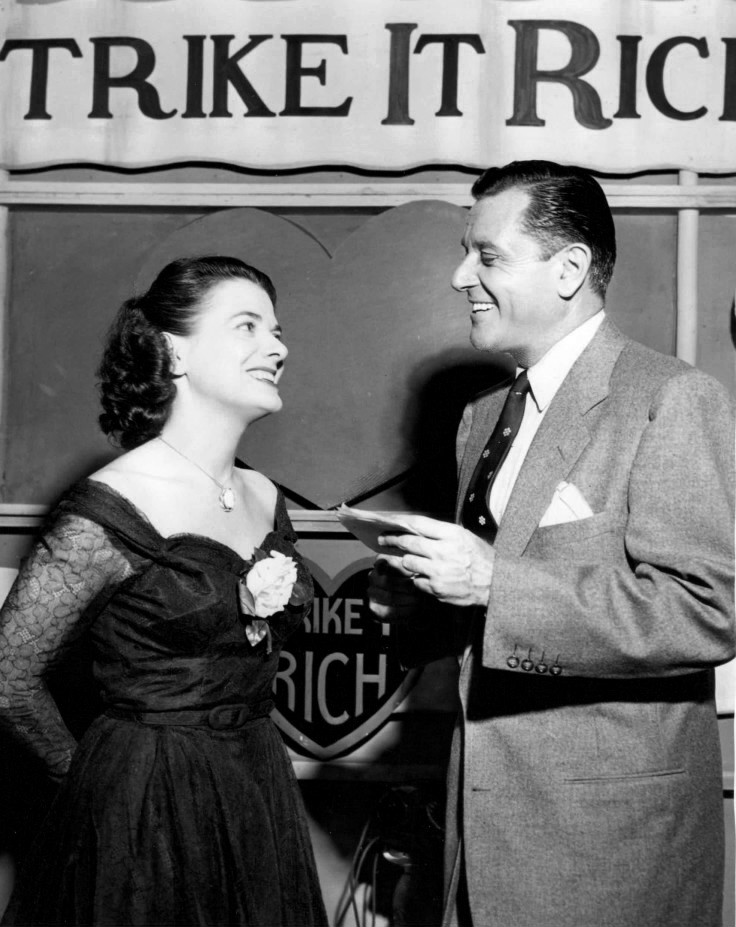
Emission de radio Strike it Rich (1952)